# Peter Gray (Historiker)
Peter Gray (* 1965 in Belfast) ist ein nordirischer Neuzeithistoriker und Hochschullehrer.

## Leben und Wirken
Peter Gray studierte Geschichte an der University of Cambridge und promovierte dort zum Ph.D. Anschließend hielt er sich zu Forschungszwecken an der Queen’s University Belfast auf. Von 1993 bis 1996 war er „Research Fellow“ an der University of Cambridge (Downing College). Von 1996 bis 2005 lehrte er britische und irische Geschichte an der University of Southampton. Seither ist er als Professor für die Geschichte Irlands, insbesondere der neuesten Zeit, an der Queen’s University Belfast tätig. Gastprofessuren führten ihn 2004 in die USA an das Boston College, an die University of New Brunswick in Kanada (2015) und an die University of Melbourne (2023). Besonders bekannt wurde Peter Gray durch seine zuerst 1995 erschienene Veröffentlichung über die Große Hungersnot in Irland zwischen 1845 und 1849, die in mehrere Sprachen übersetzt wurde.
Im Jahre 2013 wurde Peter Gray Mitglied der Royal Irish Academy.

## Veröffentlichungen (Auswahl)
- Irish famine. Thames and Hudson, London 1995, ISBN 0-500-30057-7.
- Famine, land and politics. British government and Irish society, 1843–1850. Irish Academic Press, Dublin 1999, ISBN 0-7165-2564-X (diese Veröffentlichung beruht auf seiner Dissertation an der University of Cambridge).
- (Hrsg., mit Kendrick Oliver): The memory of catastrophe. Manchester University Press, Manchester 2004, ISBN 0-7190-6345-0.
- (Hrsg.): Victoria’s Ireland? Irishness and Britishness, 1837–1901. Four Courts Press, Dublin 2004, ISBN 1-85182-758-7.
- The making of the Irish poor law, 1815–43. Manchester University Press, Manchester 2009, ISBN 0-7190-7649-8.
- (Hrsg., mit Virginia Crossman): Poverty and Welfare in Ireland 1838–1948. Irish Academic Press, Dublin 2011, ISBN 978-0-7165-3089-3.
- (Hrsg., mit Olwen Purdue): The Irish Lord Lieutenancy c. 1541–1922. University College Dublin Press, Dublin 2012, ISBN 1-906359-60-1.
- Famine and land 1845–80. In: Alvin Jackson (Hrsg.): The Oxford handbook of modern Irish history. Oxford University Press, Oxford 2014, S. 544–561, ISBN 0-19-954934-6.
- (mit Pauline Collombier-Lakeman): La grande famine en Irlande, 1845–1851. Éditions Fahrenheit, Paris 2015, ISBN 2-9540919-8-3.
- (mit Marguérite Corporaal): The great Irish famine and social class. Conflicts, responsibilities, representations (= Reimagining Ireland, Bd. 89). Lang, Oxford u. a. 2019, ISBN 978-1-78874-166-8.

- William Sharman Crawford and Ulster radicalism. University College Dublin Press, Dublin 2023, ISBN 978-1-910820-43-8.